# Koerol (familie)
De koerol (Leptosomidae) vormt een familie van vogels die traditioneel tot de orde Scharrelaarvogels gerekend werd. De familie telt één soort.

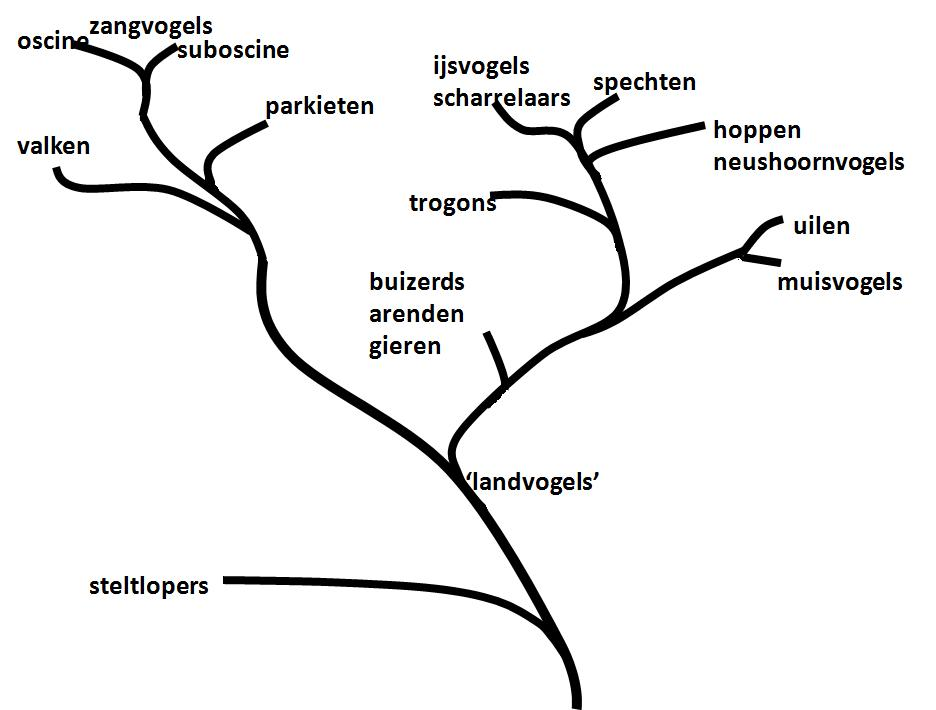
De 'landvogels' volgens Hackett et al.

In het uitgebreide DNA-onderzoek van Hackett et al. (2008) is het een van de weinige vogels (naast de hoatzin) waarvan de plaatsing niet zeker geworden is. Wel is duidelijk dat de vogel tot een van de takken van de 'landvogels' behoort en mogelijk aan de voet van de tak geplaatst moet worden die leidt tot de trogons en de met de spechtvogels uitgebreide scharrelaarvogels.
De vogel is middelmatig van grootte en komt voor in de wouden van Madagaskar en de Comoren. Hij eet kleine prooidieren zoals insecten. Het verenkleed van het mannetje en het vrouwtje is verschillend en daarin verschilt de vogel van de eigenlijke scharrelaars. Het mannetje is fluweelgrijs met een glanzend groene rug, staart en vleugels. Er is een zwarte wenkbrauwstreep. Vrouwtjes en jonge dieren zijn voornamelijk bruin met donkerder strepen. Koerols nestelen in tunnels in oevers en leggen witte eieren en dat komt weer wel overeen met de scharrelaars.

## Taxonomie
- Geslacht Leptosomus
  - Leptosomus discolor (Koerol)